# Coryanthes gerlachiana
Coryanthes gerlachiana là một loài lan.

## Hình ảnh

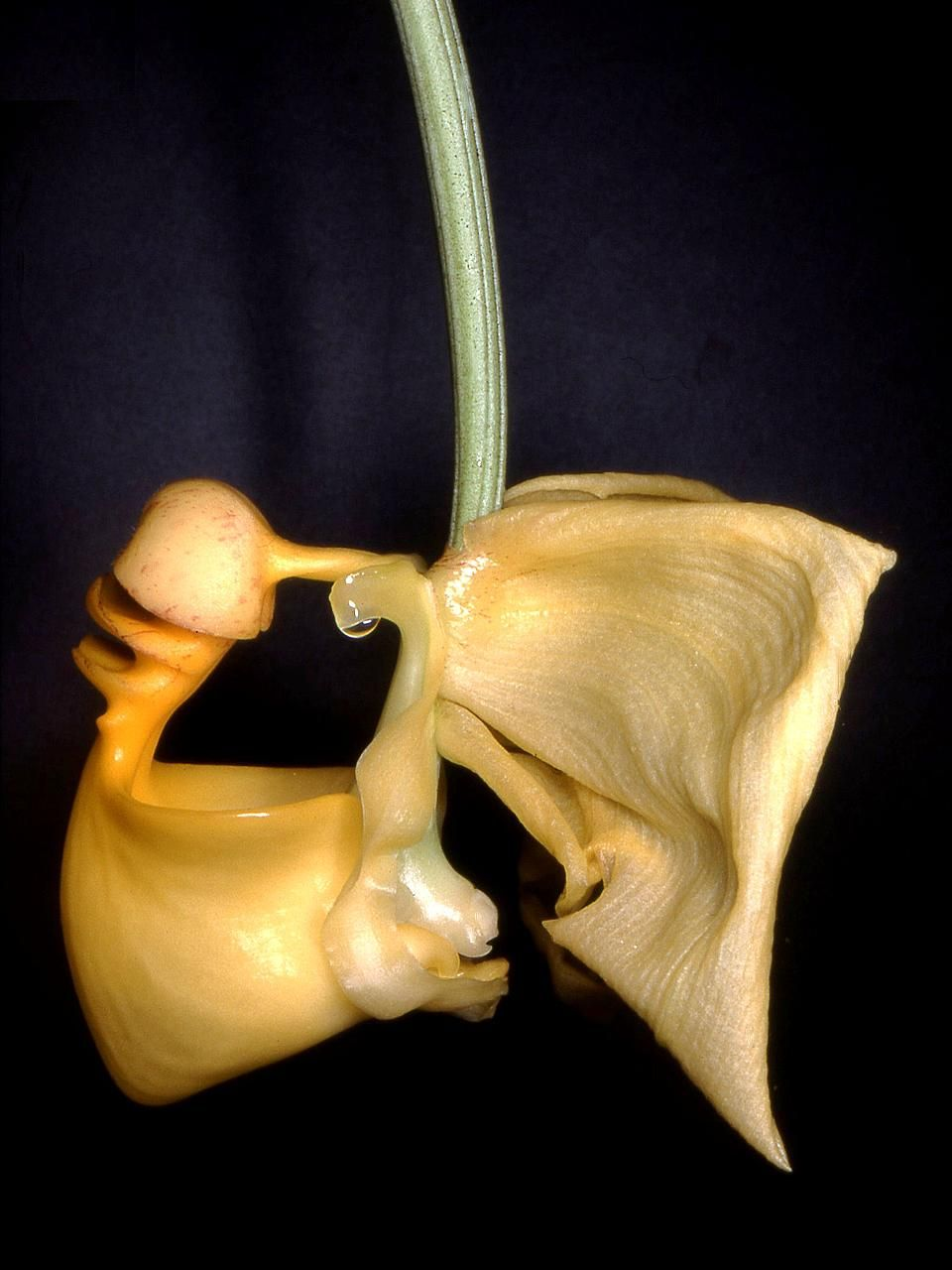